# Eurosystem Household Finance and Consumption Survey
Der Eurosystem Household Finance and Consumption Survey (HFCS) der Europäischen Zentralbank (EZB) ist eine Untersuchung zur Einkommensverteilung und Vermögensverteilung in den Eurostaaten. Sie wurde im April 2013 vorgestellt; erste Ergebnisse waren aber durch eine Veröffentlichung der Deutschen Bundesbank schon im März 2013 bekanntgeworden.
Aufgrund einer Umfrage in 62.000 Stichproben von Haushalten in 15 Ländern der Euro-Zone (alle außer Irland, Estland), die in der Mehrzahl 2010 durchgeführt wurden, gibt der HFCS-Report eine statistische Übersicht über das mittlere Einkommen und mittlere Vermögen der privaten Haushalte und dessen Verteilung.
Besondere Brisanz und Aufmerksamkeit bekam die Studie, da sie zeigte, dass in einigen von der europäischen Finanzkrise der öffentlichen Haushalte besonders betroffenen Südländern die durchschnittlichen Vermögen der privaten Haushalte erheblich höher als in den sogenannten Geberländern lagen.
Insbesondere in dem in der Studie angegebenen Median-Wert ergaben sich eklatante Diskrepanzen zwischen einigen der Südländer und Ländern wie Deutschland, Österreich, Finnland. Deutschland bildete sogar das Schlusslicht in Bezug auf den Median-Wert. Der Median-Wert definiert einen Schnitt innerhalb der Vermögenswerte, bei dem die Hälfte der Haushalte der Stichprobe über dem Median-Wert, die Hälfte unter dem Median-Wert liegt. Er hat gegenüber simplen arithmetischen Mittelwertbildungen den Vorteil, dass Ausreißer sehr großer oder sehr kleiner Vermögen den Wert nicht verfälschen. Er macht auch Aussagen über die Verteilung von Einkommen und Vermögen in den jeweiligen Ländern.
Das durchschnittliche Nettovermögen (Net Wealth) lag bei der untersuchten Gesamtstichprobe bei 230.800 Euro, dessen Median-Wert bei 109.200 Euro. Die dem Vermögen nach obersten 10 % der Haushalte besaßen 50,4 % des Gesamtnettovermögens. Eine Übersicht gibt die folgende Tabelle (alle Angaben in Euro):
| Land         | Durchschnittliches Nettovermögen | Median-Netto-Vermögen | Bemerkung     |
| ------------ | -------------------------------- | --------------------- | ------------- |
| Deutschland  | 195.200                          | 51.400                | Erhebung 2010 |
| Belgien      | 338.600                          | 206.200               | Erhebung 2010 |
| Griechenland | 147.800                          | 101.900               | Erhebung 2009 |
| Spanien      | 291.400                          | 182.700               | Erhebung 2008 |
| Frankreich   | 233.400                          | 115.800               | Erhebung 2010 |
| Italien      | 275.200                          | 173.500               | Erhebung 2010 |
| Zypern       | 670.900                          | 266.900               | Erhebung 2010 |
| Luxemburg    | 710.100                          | 397.800               | Erhebung 2010 |
| Malta        | 366.000                          | 215.900               | Erhebung 2010 |
| Niederlande  | 170.200                          | 103.600               | Erhebung 2009 |
| Österreich   | 265.000                          | 76.400                | Erhebung 2010 |
| Portugal     | 152.900                          | 75.200                | Erhebung 2010 |
| Slowenien    | 148.700                          | 100.700               | Erhebung 2010 |
| Slowakei     | 79.700                           | 61.200                | Erhebung 2010 |
| Finnland     | 161.500                          | 85.500                | Erhebung 2009 |

Die Studie spiegelt die Tatsache wider, dass viele Haushalte in südeuropäischen Ländern Eigenheimbesitzer sind, da der überwiegende Teil des erfassten Vermögens auf Grundbesitz beruht. Während in Deutschland 44,2 % und in Österreich 47,7 % der Haushalte Eigentümer ihres Ersten Wohnsitzes waren, waren dies in Spanien, Slowenien und der Slowakei über 80 %.
Kritiker der Studie verwiesen darauf, dass die Immobilienpreise beispielsweise in Spanien nach dem Platzen der Immobilienblase inzwischen erheblich unter den damals von den Eigentümern geschätzten Werten lagen. Darauf wird aber auch im Vorwort der Studie hingewiesen. Weiter wurde darauf hingewiesen, dass in den Südländern im Mittel mehr Personen pro Haushalt leben: Deutschland lag dabei am unteren Ende mit im Mittel 2,04 Personen, Österreich bei 2,13, Frankreich bei 2,24, Griechenland bei 2,64, Italien bei 2,53, Luxemburg bei 2,48, Portugal bei 2,71, Spanien bei 2,68.
Weitere Daten der Studie betrafen die durchschnittliche Verschuldung, den Aufbau des Vermögens (Finanzvermögen, Grundeigentum), persönliche Daten wie Alter, Beschäftigungsverhältnis und Anzahl der Personen pro Haushalt, Kreditwürdigkeit (nach eigener Einschätzung) und Konsum an Lebensmitteln.
Während die vergleichenden Untersuchungen zur Vermögensverteilung neu waren, gab es für die Einkommensverteilung schon zuvor länderspezifische Vergleichsdaten aus EU-Statistiken. Diese waren zwar nicht das primäre Ziel der Studie, wurden aber wesentlich zur Interpretation der Ergebnisse herangezogen.
Beim jährlichen Einkommen der Haushalte (vor Steuern und Sozialabgaben und aus allen Quellen) ergaben sich folgende Mittelwerte (Angaben in Euro).
| Land         | Durchschnittliches Einkommen | Median-Einkommen | Bemerkung     |
| ------------ | ---------------------------- | ---------------- | ------------- |
| Deutschland  | 43.500                       | 32.500           | Erhebung 2010 |
| Belgien      | 49.500                       | 33.700           | Erhebung 2010 |
| Griechenland | 27.700                       | 22.000           | Erhebung 2009 |
| Spanien      | 31.300                       | 24.800           | Erhebung 2008 |
| Frankreich   | 36.900                       | 29.200           | Erhebung 2010 |
| Italien      | 34.300                       | 26.300           | Erhebung 2010 |
| Zypern       | 43.300                       | 32.300           | Erhebung 2010 |
| Luxemburg    | 83.700                       | 64.800           | Erhebung 2010 |
| Malta        | 26.400                       | 21.600           | Erhebung 2010 |
| Niederlande  | 45.800                       | 40.600           | Erhebung 2009 |
| Österreich   | 43.900                       | 32.300           | Erhebung 2010 |
| Portugal     | 20.300                       | 14.600           | Erhebung 2010 |
| Slowenien    | 22.300                       | 18.000           | Erhebung 2010 |
| Slowakei     | 13.500                       | 11.200           | Erhebung 2010 |
| Finnland     | 45.100                       | 36.300           | Erhebung 2009 |